# Kristin Bauer
Kristin Bauer van Straten , de son vrai nom Kristin Neubauer, est une actrice américaine née le 26 novembre 1966. Elle est surtout connue pour son rôle de Pam dans la série télévisée True Blood, et de Maléfique, la méchante sorcière de La Belle au Bois Dormant dans la série télévisée Once Upon a Time.

## Biographie
Kristin Bauer est née le 26 novembre 1966 à Racine, Wisconsin, ses parents sont Ralph et Sara Neubauer.
Son père était un cavalier passionné et un collectionneur d'armes et sa mère était une femme au foyer impliquée dans les œuvres de charité. Enfant, elle faisait du sport et, comme son père, elle faisait de l'équitation et du tir. Elle est diplômée de La Prairie School à Racine.
Bauer a étudié les Beaux-Arts à Saint-Louis, Boston (Massachusetts) et New York. Lorsqu'elle a décidé de devenir actrice, elle a emménagé à Los Angeles, où elle vit depuis ses débuts en 1994. Elle continue à s'adonner au dessin et à la peinture.
Bauer est très impliquée dans la cause animale, elle vit d'ailleurs entourée de nombreux animaux sauvés, dans sa maison de Los Angeles. Elle est végétarienne.
Le 1er août 2009, elle a épousé le Sud-Africain Abri van Straten, musicien du groupe Les Lemmings. La cérémonie a eu lieu dans la ferme familiale de ses parents, dans le Wisconsin.

### Carrière

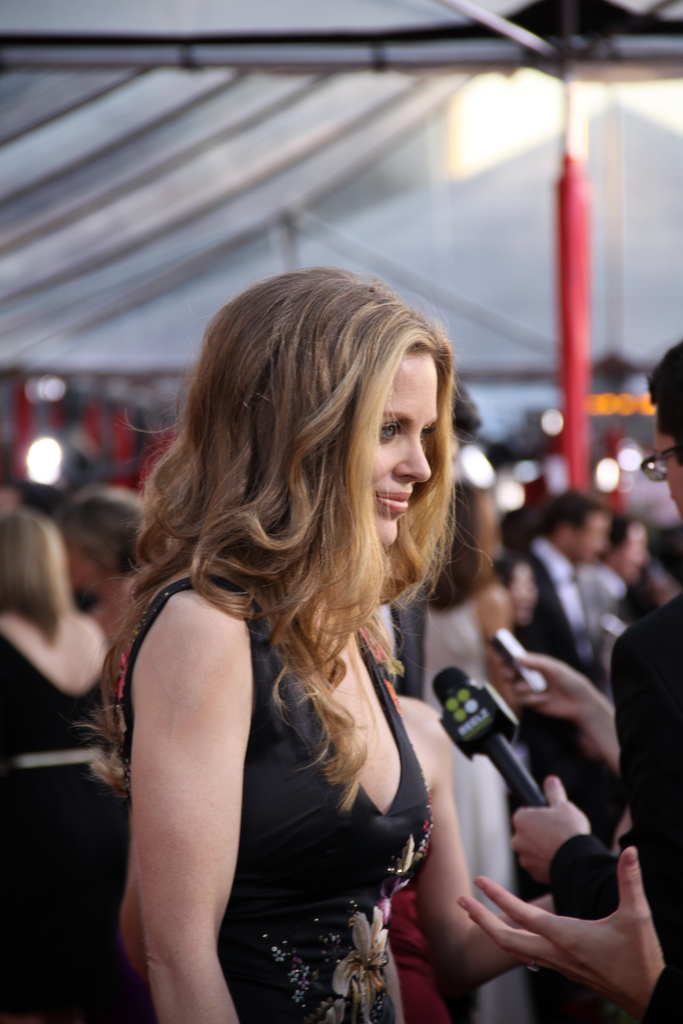
Kristin Bauer, aux Screen Actors Guild Awards en 2010.

En 1995, elle a obtenu son premier rôle récurrent dans une série télévisée, comme Maggie Reynolds dans The Crew (série télévisée). Ses autres rôles récurrents sont ceux de Genève Renault dans Total Security, Candy Cooper dans That's Life (années 2000), Rebecca Colfax dans Dirty Sexy Money et Belinda Slypich dans Hidden Hills.
Son rôle le plus connu est probablement celui qu'elle tenait dans le film Dancing at the Blue Iguana en 2000. Bauer interprétait une star du porno, apparaissant nue lors d'une danse au strip club de Los Angeles. En 2001, elle a joué dans le court métrage Chambre 302 (qui a reçu une récompense) et en 2004, elle a eu un rôle mineur dans Amour et Amnésie, avec Adam Sandler Dans la série animée La Ligue des justiciers, elle a prêté sa voix au super-héros Mera.
Elle a également fait plusieurs apparitions en tant qu'invitée dans La Loi de Los Angeles, Seinfeld (épisode The Bizarro Jerry - Gillian, la petite amie de Jerry), Tout le monde aime Raymond, Dark Angel, Mon oncle Charlie, Star Trek : Enterprise, Les Experts, Desperate Housewives et Une famille du tonnerre.
Kristin Bauer interpréta à partir de 2008 la vampire Pam dans la série de HBO, True Blood,, jusqu'à la fin de la série survenue en 2014. 
En 2011 et 2012, Kristin est apparue dans la série d'ABC, Once Upon a Time où elle a joué le temps de deux épisodes le rôle de Maléfique, la méchante sorcière de La Belle au Bois Dormant. Elle fait son retour dans ce rôle en 2015 en tant que personnage récurrent, dans la deuxième partie de la quatrième saison de Once Upon a Time.

## Filmographie

### Cinéma
- 1995 : Galaxis - Commandant
- 1995 : Une virée d'enfer (Glory Daze) - Dina
- 1997 : Romy et Michelle, 10 ans après - Kelly
- 1998 : My Little Havana - Carmen
- 2000 : Dancing at the Blue Iguana - Nico
- 2001 : Hollywood Palms - Kathleen
- 2001 : Room 302 - Karen
- 2004 : Amour et Amnésie - Femme pompier
- 2004 : Living with Lou - Jean
- 2005 : Secrets entre amis (en) (Life of the Party) de Barra Grant (en) - Caroline
- 2012 : The Story of Luke - Tante Cindy
- 2014 : Teen Lust - Mary
- 2017 : Nocturnal Animals - Samantha Van Helsing
- 2020 : The Boy Behind the Door : Mrs. Burton

### Télévision et Téléfilm
- 1993 : Star Trek Deep Space Nine (Saison 1 Episode 16 - If Wishes Were Horses) - Femme fantasy blonde de Quark
- 1994 : La Loi de Los Angeles - Mlle English (1 épisode)
- 1994 : Columbo change de peau (Columbo: Undercover) - Suzie Endicott

- 1994 : Loïs et Clark: Les aventures de Superman - Mme Loomis
- 1994 : Les Dessous de Palm Beach - Heather St. Clair (1 épisode)
- 1995 : Cybill - Kirsten (1 épisode)
- 1995 : The Crew - Maggie Reynolds
- 1995 : Pointman - Ellie
- 1996 : Seinfeld - Gillian (1 épisode)
- 1997 : Tout le monde aime Raymond - Lisa
- 1997 : Men Behaving Badly (série télévisée) - Robin
- 1997 : Total Security (13 épisodes) - Geneva Renault
- 1998 : L'Île fantastique - Tamara Stevens
- 1998 : La Vie à tout prix - Melody Cacaci
- 2000 : Dark Angel (pilot) - Lydia Meyerson
- 2000 : Kiss Tomorrow Goodbye (téléfilm) - Katy Scott
- 2000 - 2001 : That's Life (série télévisée) (8 épisodes) - Candy Cooper
- 2001 : Dharma et Greg - Stéphanie
- 2001 : Voilà ! - Allie Gallo, la belle-mère et ancienne camarade de classe de Maya Gallo
- 2001 - 2003 : La Ligue des justiciers - Voix de Mera
- 2002 : Boomtown (pilot) - Prostituée
- 2002 : Pour le meilleur et pour le pire - Belinda Slypich
- 2003 : Mon oncle Charlie (pilot) - Laura
- 2004 : Commando Nanny - Lizzie Winter
- 2004 : Dr Vegas (pilot) - Portia
- 2004 : Les Quintuplés - Mademoiselle Kilcoyne
- 2004 : Preuve à l'appui - Molly Greene
- 2005 : C.R.A.Z.Y. (téléfilm)
- 2005 : JAG - Megan Ransford
- 2005 : Star Trek : Enterprise - Lieutenant Laneth
- 2005 : Less Than Perfect - Kaye Buchinski
- 2005 : Close to Home - Shannon Cooke (Saison 1 Episode 3)
- 2005 : Les Experts - Kenli Johnson
- 2005 : Boston Justice - Tori Pines
- 2006 : Preuve à l'appui - Molly Greene
- 2006 : Pink Collar - Eve
- 2006 : Desperate Housewives (1 épisode) - Veronica
- 2006 : Cold Case : Affaires classées (1 épisode) - Paula
- 2007 : Une famille du tonnerre (1 épisode) - Cris Watson
- 2007 : Dirty Sexy Money (2 épisodes) - Rebecca Colfax
- 2007 : Bones (1 épisode) - Janelle Brown Stinson
- 2008 - 2014 : True Blood - Pamela Swynford de Beaufort
- 2008 : Emily's Reasons Why Not (1 épisode) - Bethany
- 2009 : Private Practice (saison 3, épisode 4) - Susanne
- 2010 - 2013 : La Vie secrète d'une ado ordinaire (11 épisodes) - Didi Stone
- 2010: Justified (saison 1, épisode2) - Shirley Kelso
- 2011 : Subject: I Love You - Sarah Drake
- 2011- 2015 : Once Upon a Time (10 épisodes) - Maléfique
- 2013 : Once Upon a Time in Wonderland - Maléfique (voix)
- 2014 : Saint George (série télévisée) (1 épisode) - Suzanne Duval
- 2015 : Lore (saison 1, épisode 6) - Minnie Otto